# Lynne Arriale
Lynne Arriale (Milwaukee, 29 mei 1957) is een Amerikaanse jazzpianiste en hoogleraar.

## Biografie
Lynne Arriale studeerde aan het Conservatory of Music in Wisconsin en had een klassieke opleiding. Onder invloed van de muziek van Keith Jarrett en Herbie Hancock vond ze uiteindelijk interesse in jazz. In 1991 was ze in Japan met negen andere pianisten op tournee onder het motto 100 Golden Fingers. In 1993 won ze de International Great American Jazz Piano Competition, wat haar een platencontract opleverde bij het DMP-label. Ze werd begin jaren 1990 bekend door haar trio met bassist Jay Anderson en drummer Steve Davis. Beginnend met The Eyes Have It (1993), namen zij en haar trio een aantal albums op, eerst voor DMP en later voor de TCB- en In + Out Records. In 1999 verscheen ze met haar trio op het Montreux Jazz Festival, in 2000 nam ze het duo-album You are Here op met Wolfgang Lackerschmid. In 2002 speelde ze het openingsconcert van de Jazz & Classic Days in Tübingen. In 2005 traden zij en haar trio op tijdens het Festival Jazz Open in Stuttgart. In 2009 nam ze een album op met Nuance, afwijkend van haar eerdere trioconcept en met George Mraz, drummer Anthony Pinciott en Randy Brecker met eigen composities en interpretaties van liedjes van Sting, Thelonious Monk (I Mean You), Dizzy Gillespie (A Night In Tunisia) en Tommy Wolf (Ballad Of The Sad Young Men). Ze is volledig onbegeleid te horen op het album Solo uit 2013. Lynne is professor Jazz Piano aan de University of North Florida in Jacksonville (Florida).

## Discografie
- 1996: With Words Unspoken (DMP)
- 1998: A Long Road Home (TCB Records)
- 1999: Live at Montreux (TCB)
- 2000: Inspiration (TCB)
- 2002: Arise (MTM)
- 2004: Come Together (In + Out Records)
- 2009: Nuance (In + Out)
- 2011: Convergence (In + Out)
- 2013: Solo (In + Out)
- 2020: Chimes of Freedom (Challenge)